# Динамо (спортивное общество, Беларусь)
Белорусское физкультурно-спортивное общество «Динамо» (бел. Беларускае фізкультурна-спартыўнае таварыства «Дынама») — некоммерческая организация, основанная на членстве юридических и физических лиц.

## История
Спортивное общество «Динамо» было создано 18 апреля 1923 года по инициативе Ф. Э. Дзержинского.
Приказом ОГПУ № 226 от 18 сентября 1925 г. был создан республиканский совет ПСО «Динамо».
С 1991 года Белорусское физкультурно-спортивное общество «Динамо» — правопреемник ФСО «Динамо» на территории Республики Беларусь.
Указом Президента Республики Беларусь № 180 от 8.04.2004 г. общество преобразовано в республиканское государственно-общественное объединение "Белорусское физкультурно-спортивное общество «Динамо».
На основе СДЮШОР №3 в 2022 году общество заявило футбольную команду СДЮШОР БФСО «Динамо» для участия во Второй лиге.

## Учредители
Учредителями БФСО «Динамо» являются почти все силовые и правоохранительные ведомства Республики Беларусь:
- Министерство по чрезвычайным ситуациям
- Государственный комитет судебных экспертиз
- Государственный пограничный комитет
- Государственный таможенный комитет
- Департамент финансовых расследований
- Министерство внутренних дел
- Следственный комитет
- Генеральная прокуратура
- Служба безопасности Президента Республики Беларусь
- Комитет государственной безопасности

Координацию деятельности БФСО «Динамо» осуществляет Государственный секретариат Совета Безопасности Республики Беларусь.

## Государственно значимые задачи
В своей повседневной деятельности БФСО «Динамо» ставит целью решение государственно значимых задач, определенных Президентом Республики Беларусь А.Г. Лукашенко в Уставе БФСО «Динамо». К основным государственно значимым задачам относятся:
- развитие служебно-прикладных видов спорта и их межведомственная координация среди уполномоченных государственных органов и иных юридических лиц;
- сотрудничество с международными спортивными организациями;
- подготовка спортивного резерва из числа членов БФСО «Динамо», спортсменов-учащихся специализированных учебно-спортивных учреждений БФСО «Динамо» и участие в подготовке спортсменов высокого класса;
- организация и проведение спортивно-массовых, физкультурно-оздоровительных и спортивных мероприятий с участием членов БФСО «Динамо», военнослужащих, сотрудников и работников уполномоченных государственных органов и членов их семей, а также участие в них, пропаганда здорового образа жизни, популяризация занятий физической культурой и спортом.

## Численность
В БФСО «Динамо» насчитывается 565 коллективов физической культуры, объединяющих свыше 83 тыс. динамовцев — сотрудников и военнослужащих органов правопорядка и безопасности.

## Руководство
Руководство центральным аппаратом БФСО «Динамо» осуществляют председатель центрального совета, первый заместитель, заместители председателя. Председатель центрального совета БФСО «Динамо» избирается центральным советом БФСО «Динамо» по предложению Государственного секретаря Совета Безопасности Республики Беларусь, согласованному с Президентом Республики Беларусь.
30 января 2020 года председателем центрального совета БФСО «Динамо» избран полковник милиции Оберемко Игорь Николаевич.
Его предшественниками на этом посту были А.Л.Боровский, Г.Л.Колесник, Э. Р. Бариев, Ю. Ф. Бородич, Ю. Л. Сиваков, В. С. Аголец, Ю. Н. Захаренко, Л. Б. Соболевский, К. М. Платонов, В. М. Шкундич.

## Достижения
Высшее достижение — 7 золотых медалей Сеульской олимпиады 1988 года.

## Структура
БФСО «Динамо» включает в себя руководящие органы, центральный аппарат, учреждения, СДЮШОР и экономический блок. Структура БФСО «Динамо» строится по территориально-производственному принципу. Единую структуру составляют областные организационные структуры, городские организационные структуры и первичные организационные структуры.

## Детские спортивные школы
В БФСО "Динамо" функционируют  учебно-спортивные учреждения (СДЮШОР) по различным видам спорта. Школы расположены во всех областях Республики Беларусь:
- Брестская СДЮШОР
- Витебская СДЮШОР
- Гомельская СДЮШОР №1
- Гомельская СДЮШОР №2
- Гродненская СДЮШОР
- Минская СДЮШОР №1
- Минская СДЮШОР №2
- Минская СДЮШОР №3
- Минская СДЮШОР №4
- Минская ДЮСШ по хоккею с шайбой
- Могилевская СДЮШОР

## Спортивные объекты
БФСО «Динамо» принадлежит система спортивных объектов и сооружений в различных городах Республики Беларусь:
- Спорткомплекс в г. Минске, ул. Даумана
- Гребная база «Фестивальная», г. Гомель
- Зал борьбы в г. Речица, Гомельская обл.
- Открытое стрельбище «Степянка», г. Минск
- Спорткомплекс, г. Гомель
- Спортивная база футболистов «Динамо» п. Стайки
- Спорткомплекс «Динамо», г. Барановичи
- Спорткомплекс «Динамо», г. Бобруйск
- Спорткомплекс «Динамо», г. Брест
- Спортивно-стрелковый комплекс «Динамо» (г. Гродно)
- Спорткомплекс «Динамо», г. Витебск
- Спорткомплекс «Динамо», г. Могилев
- Спорткомплекс «Динамо», г. Мозырь
- УСБ «Гусаки»
- УСБ «Полыковичи»
- Школа гимнастики, г. Витебск